# Kalinovica
Kalinovica – wieś w Chorwacji, w żupanii zagrzebskiej, w mieście Sveta Nedelja. W 2011 roku liczyła 385 mieszkańców.